# Children of Glory
Pour plus de détails, voir Fiche technique et Distribution.
Children of Glory (Szabadság, Szerelem) est un film hongrois, réalisé par Krisztina Goda, sorti en 2006 en Hongrie.
Children of Glory est un film de fiction qui relate l'insurrection de Budapest en 1956, et le bain de sang de Melbourne. Le film se déroule à Budapest, et à Melbourne où se sont tenus les Jeux olympiques d'été de 1956.

## Synopsis
Au cours de la même année, les chars d'assaut soviétiques écrasent la révolution hongroise et l'équipe de water-polo hongroise vainc l'équipe soviétique à Melbourne. Cet épisode est souvent remémoré comme le match de water-polo le plus sanglant de l'Histoire. La réalisatrice a recréé un grand nombre d’évènements clés de la révolution à l'instar des manifestations gargantuesques et des combats sans fin des rues de Budapest.

## Fiche technique
- Titre original : Szabadság, Szerelem
- Réalisation : Krisztina Goda
- Scénario : Joe Eszterhas, Éva Gárdos, Géza Bereményi, Réka Divinyi
- Musique : Nick Glennie-Smith
- Pays d'origine :  Hongrie
- Langues originales : hongrois, russe et anglais

## Distribution
- Kata Dobó : Falk Viki
- Iván Fenyő : Szabó Karcsi
- Sándor Csányi : Vámos Tibi
- Károly Gesztesi : Telki coach
- Ildikó Bánsági : Karcsi's mother
- Tamás Jordán : Karcsi's granddad
- Viktória Szávai : Hanák Eszter
- Zsolt Huszár : Gál Jancsi
- Tamás Keresztes : Ács Imi
- Péter Haumann : Feri bácsi
- Dániel Gábori : Józsika (as Gábori Dániel)
- Róbert Marton : Kardos Márton (Compó)
- Kornél Simon : Abonyi Gyula (Báró)
- Krisztián Kolovratnik : Fazekas Sándor (Frank)
- Antal Czapkó : Prokop